# Rożniatów (stacja kolejowa)
Rożniatów (ukr. Рожнятів; ros. Рожнятов) – stacja kolejowa w miejscowości Krechowice, w rejonie kałuskim, w obwodzie iwanofrankiwskim, na Ukrainie.
Nazwa pochodzi od pobliskiego miasteczka (obecnie osiedla typu miejskiego) Rożniatowa.
Stacja powstała w czasach Austro-Węgier na linii Kolei Arcyksięcia Albrechta (później części Galicyjskiej Kolei Transwersalnej) pomiędzy stacją Dolina i przystankiem Hołyń.